# Джейн Эйр (фильм, 1934)
«Джейн Эйр» (англ. Jane Eyre) — чёрно-белый американский фильм 1934 года, снятый по одноимённому роману британской романистки Шарлотты Бронте. Это первая звуковая экранизация романа.

## Сюжет
Маленькая Джейн прячется от задиристого кузена Джона. Между ними происходит очередная стычка, в начале которой Джон обвиняет Джейн. За это тётя Рид отправляет «противную, неблагодарную девчонку» в ловудский детский дом для девочек, попутно написав для неё нелицеприятную характеристику. Мистер Броклхёрст, глава заведения, решает «выбить из Джейн всю злобу и упрямство» путём строго послушания и жестоких наказаний. Проведя в Ловуде восемь лет как ученица и два года как преподаватель, взрослая Джейн покидает его и отправляется в поместье Торнфильд-Холл, где она получила место гувернантки.
На пути в Торнфильд Джейн встречает некоего господина верхом, и он, не ожидав прохожего за поворотом, падает с лошади и сердито укоряет в этом Джейн. В поместье Джейн знакомится со своей подопечной Адель, а экономка миссис Фэйрфакс объясняет её обязанности и говорит, что хозяина поместья, дядю Адель, зовут мистер Эдвард Рочестер. Обходя с Адель дом, Джейн сталкивается со служанкой миссис Пул, которая в довольно резкой манере делает девушке выговор о том, что ей нельзя появляться в этом крыле. На своём первом ужине в поместье Джейн с удивлением узнаёт в хозяине дома того самого мужчину, которого она повстречала. Они мило беседуют за чашкой чая, Рочестер извиняется перед ней за свою тогдашнюю грубость, и Джейн по его просьбе играет произведение Шуберта. Джейн привыкает к Торнфильду и, как ей кажется, проводит здесь свои самые счастливые дни. Единственное, что нарушает спокойствие девушки, это странные крики и смех, доносящиеся из «запретного крыла».
Однажды Рочестер уезжает в деловую поездку в Лондон, говоря напоследок, что вернётся с гостями. Вернувшись, он устраивает роскошный вечер и просит Джейн спуститься вниз, чтобы составить ему компанию. На балу все единогласно пророчат ему в супруги мисс Бланш Ингрэм, хотя он танцует с Джейн и делает той комплименты. Уже уводя Адель спать, Джейн узнаёт, что это был не простой приём, а приём по случаю официальной помолвки Рочестера и Бланш. В растерянности она быстро уходит вместе с девочкой. В эту же ночь в комнате спящего Рочестера неизвестным образом вспыхивает пожар. Джейн будит хозяина, тем самым спасая ему жизнь, и они сообща справляются с пламенем.
Наутро Рочестер и его гости покидают поместье. Рочестер отсутствует неделю, а Джейн начинает осознавать свою симпатию к нему и тоскует. Понимая, что после свадьбы жена Рочестера с большой вероятностью отправит Адель в школу-интернат, Джейн задумывается о своём новом месте. Сама Адель сообщает дяде, что лучшей тётей для неё стала бы её любимая и добрая гувернантка. Рочестер говорит, что через месяц состоится его свадьба. Джейн опечалена, но находит в себе силы помочь ему в приготовлении дома к торжеству. В конце концов, нервы Джейн не выдерживают скорой разлуки с любимым человеком, и она просит у Рочестера разрешение на небольшой отдых. Рочестер разрешает ей ненадолго уехать из поместья, однако позднее он неожиданно признаётся ей в любви. Джейн ничего не понимает, ведь всем известно, что его свадьба будет с Бланш Ингрэм. Рочестер отрицает это и клянётся ей в своих искренних чувствах, прося стать его женой. Не веря своему счастью, Джейн соглашается, и они уже вдвоём начинают приготовления.
Когда влюблённые улаживают последние детали свадьбы с поверенным, происходит нечто из ряда вон выходящее: сначала миссис Пул вбегает в залу и невнятно извиняется за что-то перед хозяином, а потом появляется какая-то женщина и радуется, что Рочестер готовит ей повторную свадьбу — значит, «он снова на ней женится». Рочестер, застигнутый врасплох, рассказывает, что это его жена Берта, и, к сожалению, она умалишённая. Он сделал для неё всё, что смог, но окончательно вылечить её не получилось. Именно она жила в том крыле, куда было запрещено заходить всем, кроме миссис Пул, которая ухаживала за Бертой. Теперь Рочестер ждёт, когда к нему придут официальные бумаги, подтверждающие его развод с ней, и уже тогда он сможет полноправно жениться на Джейн. А сейчас миссис Пул не уследила за Бертой, и она сбежала из комнаты. Миссис Фэйрфакс и миссис Пул с помощью Рочестера силой уводят разбушевавшуюся Берту обратно. Понимая, что обязательства выше личного счастья, и сильно расстроенная случившимся, Джейн тайно сбегает из поместья посреди ночи (она не имеет права выйти за женатого мужчину, хоть и любит его). Как раз перед обнаружением её побега Рочестер получает уведомление о расторжении брака и, приободрённый этой новостью, отправляется на поиски девушки, но, обернувшись и увидев полыхающий Торнфильд, он поворачивает назад. Все жители поместья выходят на улицу, а сам Рочестер бежит спасать Берту в объятое огнём здание.
Проходит время. Джейн нашла полезную для себя работу в христианском приюте для бедняков и бродяг. По просьбе священнослужителя Джона Риверса, она собирается ехать с проповеднической миссией в Индию в качестве его жены. За час до свадьбы Джейн встречает нищего бродягу, в котором узнаёт мужа миссис Пул. Он посвящает девушку в произошедшие трагические события: в ту ночь Берта сожгла дом до основания и сама же в нём сгорела, а мистер Рочестер, пытавшийся её спасти, сильно изуродован и теперь живёт в коттедже.
Джейн бросает христианский приют и едет к Рочестеру, которого находит в подавленном состоянии и незрячим — из-за пожара он ослеп. Хотя он и считает, что Джейн вернулась к нему из жалости, ей удаётся убедить его в своей искренней любви. Они воссоединяются, и Адель с миссис Фэйрфакс также радуются этому.

## Отличия от романа
Фильм во многом не соответствует роману и имеет явные с ним расхождения. Ниже приведены основные из них:
- Джейн Эйр — блондинка;
- В семье Рид показаны только двое детей;
- Мисс Темпль, директриса, по прибытии Джейн в Ловуд отрезает ей волосы;
- Элен Бёрнс, умершая от чахотки подруга Джейн по приюту, в фильме не фигурирует;
- В фильме Джейн покидает Ловуд не по той причине, что выросла и хочет найти работу вне стен школы: мистер Броклхёрст увольняет её за то, что она восстаёт против его излишней строгости и высказывает ему всё в лицо. Мисс Темпль выражает беспокойство за девушку, но Джейн заверяет её, что она справится со всеми неприятностями жизни. К тому же, по книге Джейн провела в Ловуде не десять лет, а восемь (шесть лет она была ученицей и два года преподавала младшим девочкам);
- К Торнфильд-холлу девушку довозит Сэм Пул, муж миссис Пул, которая в книге — вдова;
- Джейн сходит с повозки Сэма Пула, не желая ехать с подвыпившим возницей, и идёт до поместья пешком. Таким образом, она встречается с мистером Рочестером по дороге к поместью;
- Миссис Фэйрфакс говорит, что мистер Рочестер — родной дядя Адель, тогда как в книге она просто дочь его давнишней возлюбленной танцовщицы, которая родила Адель в результате измены Рочестеру и потом бросила дочь, сбежав с очередным любовником;
- В темпераменте Рочестера не наблюдается должной резкости, он, наоборот, мягок и воспитан. Его история совсем не распространена, в отличие от книги;
- Джейн хочет уехать на время не по зову умирающей тёти, а на отдых, вырезана смерть миссис Рид;
- В оригинале гостям мистера Рочестера отведено гораздо больше времени, а у его сумасшедшей жены есть брат, который тоже приезжает в поместье как гость;
- Любовь Джейн и Рочестера нарастает медленно и постепенно, по прошествии нескольких месяцев;
- Когда Джейн покидает Торнфильд-Холл, Рочестер бросается за ней на лошади, но почти сразу возвращается обратно, так как видит своё имение в огне;
- Покинув Торнфильд, Джейн не работает учительницей, а подаёт еду беднякам. Не показано, как она получила это место;
- Джейн неожиданно встречает среди бедняков Сэма Пула. Он и рассказывает о случившемся в Торнфильде;
- Сцена Джейн с Джоном Риверсом и его предложением поехать с ним в Индию в качестве жены сильно изменена;
- Родственная связь Джейн и Джона Риверса не показана (в оригинале у них была лишь небольшая разница в возрасте, и они приходились друг другу кузенами), а также сёстры Джона Диана и Мэри не появляются;
- В фильме Рочестер, пострадавший от пожара, просто слепнет на оба глаза. В книге он искалечен гораздо серьёзнее: он попал под горящие обломки, лишился одного глаза и кисти руки, а на второй глаз ослеп, но про прошествии долгого времени начал немного им видеть. И поселился он не в простом коттедже, а в другом своём поместье, вдали от общества. Миссис Фэйрфакс он отправил на пенсию с выплатами, Адель поместил в школу-интернат, и ему осталась прислуживать лишь супружеская пара средних лет.

## В ролях
- Вирджиния Брюс — Джейн Эйр
- Джин Дарлинг — Джейн Эйр в детстве
- Дэвид Торренс — Генри Броклхёрст
- Берил Мерсер — Алиса Фэйрфакс
- Колин Клайв — Эдвард Фэйрфакс Рочестер
- Клер Дю Брей — Берта Антуанетта Мэйсон
- Айлин Прингл — Бланш Ингрэм
- Лайонел Бэлмор — лорд Ингрэм
- Эдит Феллоуз — Адель Рочестер
- Этель Гриффис — Грейс Пул
- Джеймсон Томас — Чарльз Крейг
- Джоан Стэндинг — Дэйзи
- Ричард Куайн — Джон Рид
- Энн Говард — Джорджиана Рид